# Marcos Vieira
Marcos Luiz Vieira (Florianópolis, 19 de agosto de 1953) é um advogado e político brasileiro. É deputado estadual.